# Два билета на дневной сеанс
«Два билета на дневной сеанс» — советский художественный фильм-детектив, поставленный на киностудии «Ленфильм» в 1966 году режиссёром Гербертом Раппапортом.
Премьера фильма состоялась 19 мая 1967 года.

## Сюжет
Молодой сотрудник ОБХСС Алёшин, не чувствуя призвания к работе в милиции, подаёт рапорт об увольнении. Напоследок ему поручают разобраться в малозначительном эпизоде одного практически завершённого дела, у двух фигурантов которого найдены два билета на 16 место в 19 ряду в один кинотеатр, но в различные дни.
Алёшин идёт в кинотеатр вместе со своей девушкой Тоней. Во время сеанса его вызывают наружу, на него нападает хулиган, от которого его спасает незнакомец. Начальник Алёшина полковник Николаев приказывает продолжить общение с подозрительным незнакомцем, полагая, что тот может быть членом преступной группы. Алёшину выписывают «липовую» справку об освобождении и посылают на задание.
Алёшин с помощью уголовников Сиротина и Сабодажа устраивается на работу в лабораторию полимеров. Ему удаётся войти в контакт с молодым учёным Лебедянским. Открытие талантливым молодым химиком нового синтетического соединения «элона» является прекрасной основой для защиты диссертации. Однако его научный руководитель тормозит защиту диссертации. Лебедянский честолюбив, презирает своего научного руководителя, считает себя недооценённым и оказывается связанным с группой спекулянтов, которые получают возможность использовать его изобретение в корыстных целях, а также шантажировать его. Он влюблён в студентку Ленинградской консерватории Юлию Рубцову, дочь делового человека, которая погибает в автокатастрофе при неясных обстоятельствах.
Лебедянский начинает понимать, что его новый сотрудник не тот человек, за которого себя выдаёт. Лебедянский мучится сомнениями и в дальнейшем приходит в милицию с чистосердечным признанием.
Несмотря на то, что члены организованной преступной группы хорошо законспирированы, сотрудникам ОБХСС удаётся взять с поличным преступников во главе с директором фабрики Рубцовым.
В основу фильма положено дело директора Ленинградской областной оптово-торговой базы Георгия Зуйкова. По аналогии с реальным уголовным делом, в фильме показано, что Рубцов прятал ценности в могиле своей погибшей дочери. На кладбище в присутствии понятых вскрывается могила дочери Рубцова, недавно погибшей в автомобильной катастрофе. В ней обнаруживается только футляр от скрипки, в котором спрятаны валюта, монеты и драгоценности.
Побочной сюжетной линией является то, что Алёшин помогает вырваться из порочного круга и вернуться к нормальной жизни подруге бандита Сиротина, Инке-«эстонке»; в финале фильма Алёшин видит Инку с мужем.
Продолжением этого фильма является картина «Круг» 1972 года.

## В ролях
- Александр Збруев — Александр Иванович Алёшин
- Земфира Цахилова — Тоня
- Игорь Горбачёв — Николай Иванович Николаев, полковник
- Пётр Горин — Семён Петрович Шондыш
- Алексей Кожевников — Андреев, сотрудник ОБХСС
- Никита Подгорный — Анатолий Борисович Лебедянский
- Валентина Сперантова — мать Лебедянского
- Бруно Фрейндлих — Блинов
- Лев Лемке — ассистент Блинова
- Лариса Барабанова — Кнопка
- Владимир Кенигсон — Рубцов
- Галина Никулина — Юлия, дочь Рубцова
- Людмила Чурсина — Инка-эстонка
- Александр Январёв — Сиротин
- Станислав Чекан — Сабодаж
- Эммануил Виторган — муж Инги-эстонки (в титрах не указан)
- Илья Резник — танцующий в ресторане (в титрах не указан)
- Роман Громадский — сотрудник ОБХСС (в титрах не указан)
- Игорь Ефимов — сотрудник правоохранительных органов (в титрах не указан)

## Съёмочная группа
- Авторы сценария — Борис Чирсков, Евгений Худик
- Режиссёр-постановщик — Герберт Раппапорт
- Главный оператор — Дмитрий Месхиев
- Главный художник — Александр Блэк
- Художник по костюмам — Лидия Шильдкнехт
- Композитор — Александр Мнацаканян[2]
- Звукооператор — Борис Хуторянский

## Отзывы
Кинокритик Всеволод Ревич считал, что в фильме «режиссёрское и актёрское мастерство выше сценарного, а иногда и вступает с ним в противоречие». По его оценке, «сюжет фильма достаточно искусственен, а разыгран хорошо». Он писал, что «А. Збруев — очень обаятельный актёр с какой-то неуловимой ироничностью, и его Саше Алёшину, естественно, симпатизируешь», однако «найти в герое что-нибудь индивидуальное трудно». Критик также не смог понять, как химик Лебедянский (Н. Подгорный) смог скатиться до обыкновенного подворовывания. «Мы не без удовольствия наблюдаем превосходное умение С. Чекана перевоплощаться, — писал критик, — но никакой другой идеи в персонаж не вложено». В отношении образа руководителя мошенников Рубцова (В. Кенигсон) В. Ревич засомневался, «мыслимо ли вообще так деградировать?». По его мнению, «стремление сделать как более острыми углы интриги отрицательно сказалось на человеческой обеспеченности картины».
Кинокритик Сергей Кудрявцев написал, что «этот типичный „детектив по-советски“, получивший два продолжения — „Круг“ (1972) и „Меня это не касается“ (1976), пользовался большой популярностью у зрителей, попав в число ста пятидесяти самых кассовых за всю историю проката». Актёр Александр Збруев создал, по мнению критика, «узнаваемый и по-человечески привлекательный образ главного героя». А. Збруев сыграл в фильме «два характера в одном, поскольку, изображая преступника, Алёшин не перестаёт быть самим собой». «Играя две ипостаси Алёшина, — считал С. Кудрявцев, — он сам как будто менялся и взрослел на глазах».
«Он безусловно украсил собственным присутствием милицейские детективы Герберта Раппапорта („Два билета на дневной сеанс“, „Круг“, „Меня это не касается“)», — так была оценена актёрская игра исполнителя главной роли Александра Збруева в сборнике «Новейшая история отечественного кино» (2001). «Настоящая популярность пришла к Александру Збруеву после роли сотрудника ОБХСС Алёшина в ленте „Два билета на дневной сеанс“», — утверждается в энциклопедии «Кино России» (2002, том 1).
Одной из удач фильма стало исполнение Людмилой Чурсиной роли Инки-эстонки. Эта роль упоминается в книге «Кино России: актёрская энциклопедия» (2008, том 2): «Героиня, подруга бандита, вызывающе хороша собой, вызывающе вульгарна и чрезвычайно несчастна. В глубине души Инка тоскует по нормальной жизни, любви, уважению, семье, тихой уютной домашности. Именно такой её и встречает в финале герой фильма, следователь, в исполнении Александра Збруева: обычная, милая женщина с загорающимися от счастья глазами…».